# 正則量子化
物理學中，正則量子化是多種對古典理論進行量子化的數學方法中的一種；在對古典場論進行量子化時，又稱二次量子化。「正則」這個詞其實源自古典理論，指的是理論中一種特定的結構（稱作辛結構（Symplectic structure）），這樣的結構在量子理論中也被保留。這在保羅·狄拉克嘗試建構量子場論時由他首先強調。
普通的量子力学方法只能处理粒子数守恒的系统。但在相对论量子力学中，粒子可以产生和湮没，普通量子力学的数学表述方法不再适用。二次量子化通过引入产生算符和湮没算符处理粒子的产生和湮没，是建立相对论量子力学和量子场论的必要数学手段。相比普通量子力学表述方式，二次量子化方法能够自然而简洁的处理全同粒子的对称性和反对称性，所以即使在粒子数守恒的非相对论多体问题中，也被广泛应用。

## 為何稱作「正則」？
「正則」（canonical）具有「標準」的意思，此一稱呼是因為此方法與源於古典力學的古典場論方法有強烈的關聯。在古典場論中，場φ(x, t)為動力學變數，在每個時空點x, t都有值。若將之視為正則坐標，則正則動量為φ的空間導數。在古典動力學中，這些量所組成的泊松括號應該為一。在量子力學中，正則坐標與正則動量都變成了算符，而泊松括號變成了對易子或反对易子。運用到這樣關係的量子化即為正則量子化。

## 量子化的數學形式

### 多粒子态
在二次量子化的表述中，多粒子态简单的以标记每个量子态上有多少个粒子来表示：
{\displaystyle |n_{1},n_{2},n_{3},\cdots \rangle }
即“量子态1上有n1个粒子，量子态2上有n2个粒子，量子态3上有n3个粒子，……”

### 玻色子的二次量子化

#### 湮没算符
{\displaystyle a_{2}|N_{1},N_{2},N_{3},\cdots \rangle ={\sqrt {N_{2}}}\mid N_{1},(N_{2}-1),N_{3},\cdots \rangle }

#### 产生算符
{\displaystyle a_{2}^{\dagger }|N_{1},N_{2},N_{3},\cdots \rangle ={\sqrt {N_{2}+1}}\mid N_{1},(N_{2}+1),N_{3},\cdots \rangle }

#### 对易关系
{\displaystyle \left[a_{i},a_{j}\right]=0\quad ,\quad \left[a_{i}^{\dagger },a_{j}^{\dagger }\right]=0\quad ,\quad \left[a_{i},a_{j}^{\dagger }\right]=\delta _{ij}}

### 费米子的二次量子化

#### 湮没算符
{\displaystyle c_{j}|N_{1},N_{2},\cdots ,N_{j}=0,\cdots \rangle =0}
{\displaystyle c_{j}|N_{1},N_{2},\cdots ,N_{j}=1,\cdots \rangle =(-1)^{(N_{1}+\cdots +N_{j-1})}|N_{1},N_{2},\cdots ,N_{j}=0,\cdots \rangle }

#### 产生算符
{\displaystyle c_{j}^{\dagger }|N_{1},N_{2},\cdots ,N_{j}=0,\cdots \rangle =(-1)^{(N_{1}+\cdots +N_{j-1})}|N_{1},N_{2},\cdots ,N_{j}=1,\cdots \rangle }
{\displaystyle c_{j}^{\dagger }|N_{1},N_{2},\cdots ,N_{j}=1,\cdots \rangle =0}

#### 反对易关系
{\displaystyle \left\{c_{i},c_{j}\right\}=0\quad ,\quad \left\{c_{i}^{\dagger },c_{j}^{\dagger }\right\}=0\quad ,\quad \left\{c_{i},c_{j}^{\dagger }\right\}=\delta _{ij}}